# Valentina Maxímova
Valentina Mijáilovna Maxímova –en ruso, Валентина Михайловна Максимова– (Tula, 21 de mayo de 1937) es una deportista soviética que compitió en ciclismo en la modalidad de pista, especialista en la prueba de velocidad individual.
Ganó cuatro medallas de plata en el Campeonato Mundial de Ciclismo en Pista entre los años 1958 y 1961.

## Medallero internacional
| Campeonato Mundial | Campeonato Mundial        | Campeonato Mundial | Campeonato Mundial   |
| Año                | Lugar                     | Medalla            | Competición          |
| ------------------ | ------------------------- | ------------------ | -------------------- |
| 1958               | París ( Francia)          | Medalla de plata   | Velocidad individual |
| 1959               | Ámsterdam ( Países Bajos) | Medalla de plata   | Velocidad individual |
| 1960               | Leipzig ( RDA)            | Medalla de plata   | Velocidad individual |
| 1961               | Zúrich ( Suiza)           | Medalla de plata   | Velocidad individual |